# Інвективна лексика
Інвекти́вна ле́ксика (лат. invectiva — лайливий) — образливі слова, лихослів'я, лайки, вербальний або невербальний (непристойні жести, пози) замінник фізичної агресії, своєрідний емоційний розряд, до якого люди вдаються під час сильного психологічного напруження.
Вживання інвективної лексики є одним з проявів антикультурного спілкування та найбрутальнішим порушенням норм мовленнєвого етикету.

## Огляд
Існує думка, що ненормативна лексика є складовою сфери чоловічого спілкування, оскільки чоловіки особливу увагу приділяють сексу й усьому, з ним пов'язаному, а лайливі вирази часто стосуються саме цієї сфери стосунків. Психоаналітики трактують лихослів'я по-іншому. Вони вважають, що «матірна лайка» пов'язана зі спрощеним сприйняттям світу як безперервного статевого акту.

### В світі
Антиетикетна комунікативна поведінка також має національні особливості. Основою класифікації інвектив є уявлення народів про непристойну поведінку, порушення табу, внаслідок чого людина втрачає гідність та людську подобу. Зазвичай інвективи є поєднанням непоєднуваного — високого і низького, сакрального і профанного. Інвективна лексика поширена у різних країнах світу. У національних культурах, які поціновують родинні стосунки по материнській лінії, вдаються до сексуальних образ матері (вульгарної лайки з образливо вжитим словом «мати»); у культурах, в яких неабиякого значення надають статевим стосункам, найвульгарніші вислови пов'язані із статевим актом як таким (англомовні культури). У деяких католицьких країнах (Італія, Іспанія) вдаються до лихослів'я на адресу Мадонни. У багатьох європейських культурах гостро сприймається безпідставна образа-звинувачення у гомосексуальності. В Японії найбрутальнішою образою вважається звинувачення в неохайності.
Крім інвектив, пов'язаних із тілесними функціями, поширеною практикою лихослів'я є зооніми — назви різних тварин, яким приписують певні недоліки. Образа «Пес!» зустрічається майже в усіх регіонах. Проте її образливий вплив на адресата в ісламському світі набагато сильніший, ніж у християнському. Якщо інвектива «Віслюк» у переважній більшості слов´янських культур означає впертість і тупість, то в сербів вона символізує низку позитивних якостей: образити серба, назвавши віслюком, неможливо. Найгрубішою інвективою тут є слово «коняка». Відомо, що свиня у папуаському господарстві є досить цінною твариною, через що найпоширенішим іменем дівчаток новогвінейського племені моту є Борома (Свиня). Натомість у мусульманських культурах назвати людину «свинею» означає нанести їй глибоку образу. Дошкульною образою в Китаї є — «Заєць» або «Зелена черепаха», які мають у своїй основі сексуальний зміст.
Істотною складовою інвективної лексики є слова, пов´язані з бастардом (франц. bastaards — позашлюбна дитина, безбатченко, байстрюк). Різновидами бастарду є образи на кшталт: «вилупок», «покруч», «сучий син» тощо. Особливо гостро звинувачення у незаконному народженні сприймаються в країнах, де панують культ родини, сувора патріархальна мораль, поширена полігамія (Ісламський світ, Індія, Східна та Південна Азія). У багатьох культурах жінкам категорично забороняється вдаватися до інвективної лексики, а в чоловічому товаристві інвектива може свідчити про дружні стосунки.

### В Україні
Національні особливості брутальної комунікативної поведінки українців і росіян мають багато спільного[чому?][уточнити][джерело?]. В їх інвективній практиці переважають «матірні» інвективи. За припущеннями, матірне лихослів´я спершу було адресоване демонічним персонажам, виражало намагання образити «чортову матір».
Характерною особливістю української інвективної лексики є батькування — образлива лайка, спрямована на адресу батька («Чорт би мучив твого батька!», «Нехай твій батько сказиться» тощо). Це пов'язано з відчуттям людиною постійної присутності нечистої сили, витівками або втручанням якої люди зазвичай пояснювали свої невдачі.